# Diderot (cràter)
Diderot és un petit cràter d'impacte situat a la cara oculta de la Lluna, dins del sòl interior (al sud-oest) de l'enorme cràter Fermi, a mig camí entre el punt mig de la conca i la vora sud-oest

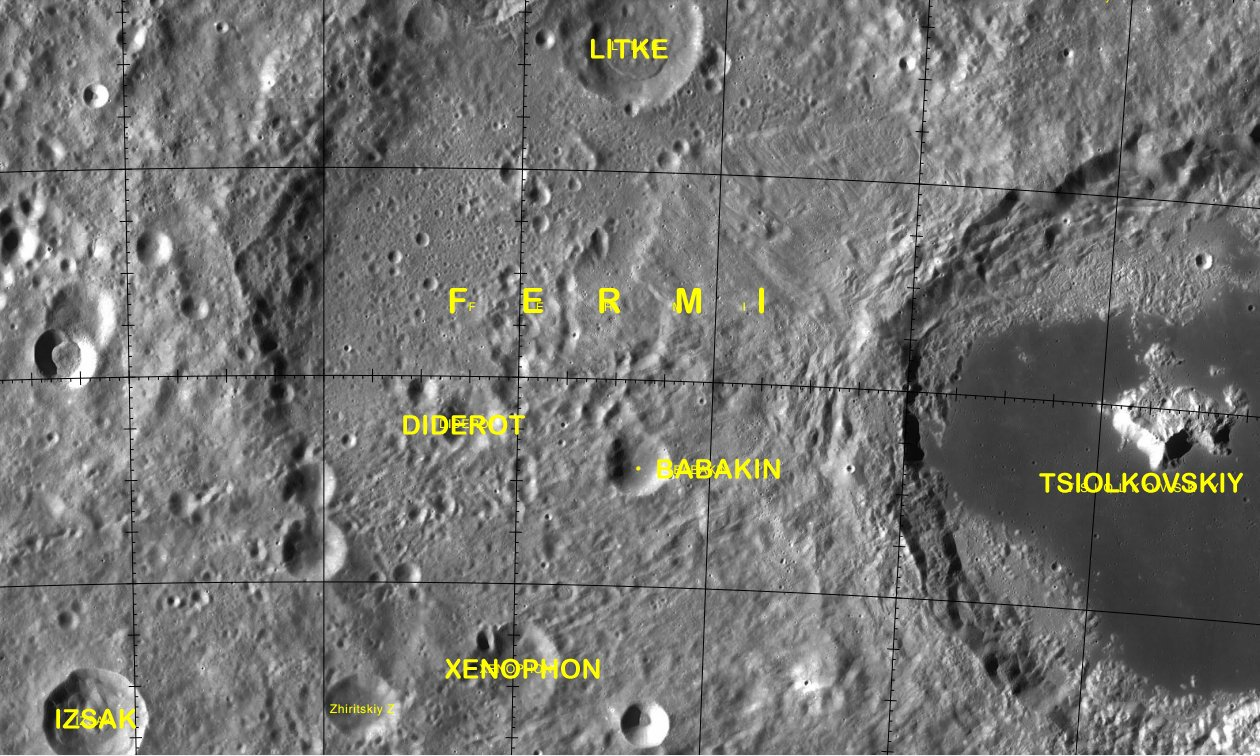
Localització de Diderot (centre esquerra de la imatge)
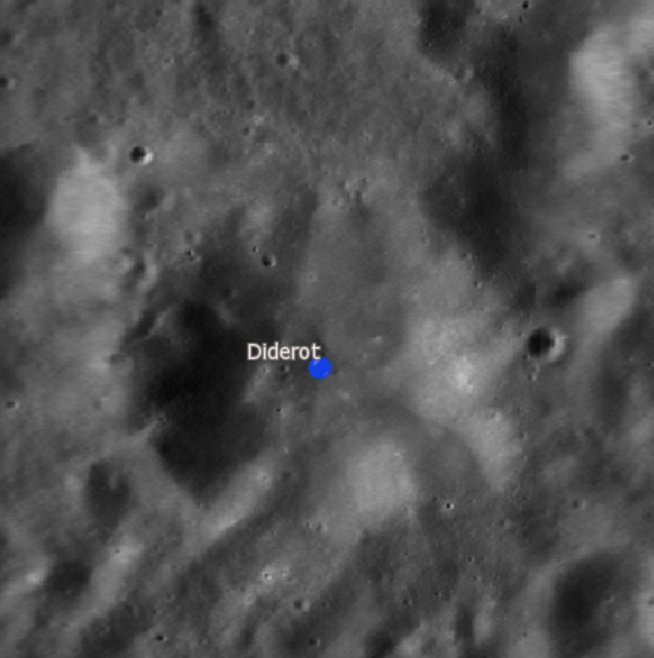
Cràter Diderot (imatge de la missió LRO)

El cràter presenta (amb altres cràters més petits situats just al nord-oest i al nord) forma de plat. La paret interna és més estreta al llarg de la banda oriental, i presenta un parell de crestes a la cara sud, sense altres trets distintius apreciables.